# اکران سیار سینمایی
اکران سیار سینمایی Theatrical Roadshow نوعی اکران محدود و لوکس فیلم بود که شبیه اجراهای تئاتری، با بلیت‌فروشی پیشرفته و تجربه‌ای ویژه برگزار می‌شد.
این نوع نمایش یا اکران در گذشته، به‌ویژه در دهه‌های قبل از ۱۹۶۰ میلادی، برای فیلم‌های بزرگ و پرهزینه استفاده می‌شد. 

## ویژگیهای اکران سیار
این نوع اکران شبیه به اجراهای تئاتری بود و شامل ویژگی‌های خاصی می‌شد:
1. اکران محدود: فیلم ابتدا فقط در تعداد کمی از سینماها نمایش داده می‌شد، معمولاً در شهرهای بزرگ.

1. بلیت‌فروشی پیشرفته: مخاطبان باید بلیت‌ها را از قبل خریداری می‌کردند، درست مانند نمایش‌های تئاتر.

1. نمایش ویژه: اغلب شامل موسیقی افتتاحیه (Overture)، میان‌پرده (Intermission)، و موسیقی پایانی (Exit Music) بود.

1. تجربه لوکس: این نمایش‌ها معمولاً در سینماهای باکیفیت و لوکس برگزار می‌شدند و تجربه‌ای خاص و متفاوت از نمایش‌های معمولی ارائه می‌دادند.

1. تبلیغات گسترده: این نوع اکران معمولاً با کمپین‌های تبلیغاتی بزرگ همراه بود.

هدف از این روش، ایجاد هیجان و ارزش ویژه برای فیلم بود. 
برخی از فیلم‌های معروفی که به این سبک اکران شدند عبارتند از: 
- بن هور ۱۹۲۵
- بال‌ها ۱۹۲۷
- خواننده جاز ۱۹۲۷
- مسیر بزرگ ۱۹۳۰
- رؤیای شب نیمه تابستان ۱۹۳۵
- بربادرفته ۱۹۳۹
- فانتازیا ۱۹۴۰
- زنگ‌ها برای که به صدا در می‌آیند ۱۹۴۳
- آوای برنادت ۱۹۴۳
- بهترین سال‌های زندگی ما ۱۹۴۶
- جدال در آفتاب ۱۹۴۶
- ژاندارک ۱۹۴۸
- سامسون و دلیله ۱۹۴۹
- لورنس عربستان ۱۹۶۲
- اشکها و لبخندها(آوای موسیقی) ۱۹۶۵

## کارکرد غیر نمایشی
برای معرفی محصولات غیر نمایشی مثل لوازم مخابراتی یا تکنولوژی در همایش های مختلف پیش از عرضه رسمی آن از این نوع تکنیک بازاریابی استفاده می‌شود.